# آرتور ماروین
آرتور ماروین (انگلیسی: Arthur Weed Marvin; زاده ۲۶ مه ۱۸۵۹ – درگذشته ۱۸ ژانویهٔ ۱۹۱۱) یک مدیر فیلم‌برداری اهل ایالات متحده آمریکا بود.
از جمله آثار او می‌توان به فیلم‌برداری فیلم‌های آوای وحش (۱۹۰۸)رستاخیز (۱۹۰۹)، ، پای چوبی (۱۹۰۹)، پشت‌صحنه (۱۹۰۸) و ماجراهای دالی (۱۹۰۸) اشاره نمود.